# Араканська мова
Арака́нська мова, або ракха́йн (бірм. ရခိုင်ဘာသာ; трансл. ra.hkuing bhasa; [ɹəkʰàɪɴ bàθà]) — тибето-бірманська мова в Південно-Східній і Південній Азії, якою говорять араканці. Одна з офіційних мов штату Ракайн у М'янмі. Вона поділяється на 3 великі діалекти. Загальна кількість носіїв (2022 р.) — 3 006 000 осіб.